# Evangelos Gerakeris
Evangelos Gerakakis (griego: Ευάγγελος Γερακάκης; Calcis o La Canea, 1871 - m. 1913, Atenas) fue un atleta griego que compitió en los Juegos Olímpicos de Atenas 1896. 
Gerakakis fue uno de los diecisiete atletas que iniciaron la carrera de maratón y finalizó séptimo de los nueve que la completaron.